# Fritz Raeck
Fritz Raeck, auch Friedrich Raeck (* 25. März 1894 in Stargard; † 24. Dezember 1968 in Coburg) war ein deutscher Schullehrer und Schriftsteller. Er veröffentlichte unter anderem Jugendbühnenspiele und stellte die Anthologie Pommersche Literatur zusammen.

## Leben und Wirken
Raeck war Schullehrer und wirkte als Schulleiter in Garzigar, Kallies und Lauenburg i. Pom. Später war er Schulrat in Gnesen, nach dem Zweiten Weltkrieg dann in Bielefeld und Halle (Westf.). Seine letzte Stelle war Dezernent in der Schulabteilung der Bezirksregierung Arnsberg.  
Raeck veröffentlichte mehrere Jugendbühnenspiele, ferner einige Gedichte und Erzählungen. Über die Literatur seiner Heimat Pommern veröffentlichte er den Band Pommersche Heimat (1963) und stellte die Anthologie Pommersche Literatur zusammen, die nach seinem Tod durch Rüdiger Bliß zum Druck fertiggestellt wurde und 1969 erschien.

## Werke
- Was Hannerl in der Christnacht träumte. A. Strauch, Leipzig 1924. (Jugendbühnenspiel)
- Die blaue Blume. (= Jungvolk- und Vereinsbühne, Heft 32). Heimatschollen-Verlag A. Bernecker, Melsungen 1925. (Jugendbühnenspiel)
- Das dunkle Tor. (= Die Schatzgräber-Bühne, Nr. 34). Callwey, München 1926. (Jugendbühnenspiel)
- Doktor Allwissend. E. Sommer, Ahlen 1960. (Jugendbühnenspiel)
- Pommersche Heimat. In der Versdichtung, im Reich der Sage, im Volksmärchen. Märkischer Verlag Heinke, Lüdenscheid 1963.
- Pommersche Literatur. Proben und Daten. Pommerscher Zentralverband, Hamburg 1969.